# Fontenay, Eure
Fontenay är en kommun i departementet Eure i regionen Normandie i norra Frankrike. Kommunen ligger i kantonen Écos som tillhör arrondissementet Les Andelys. År 2018 hade Fontenay 252 invånare.

## Befolkningsutveckling
Antalet invånare i kommunen Fontenay
Referens:INSEE